# Lorena (Teksas)
Lorena – miasto w Stanach Zjednoczonych, w stanie Teksas, w hrabstwie McLennan.